# Countdown: Armageddon
Countdown: Armageddon è un B movie film uscito in Italia nel febbraio 2011. Il titolo con cui è stato pubblicato negli USA direttamente sul mercato home video nel febbraio 2009 è Countdown: Jerusalem. È stato prodotto da The Asylum con un budget stimato in 450000 dollari.

## Trama
Una giornalista è alla ricerca di sua figlia a Gerusalemme. Qui la giornalista scopre che la figlia è stata catturata da una setta intenta a spostare la società sull'orlo della guerra.